# Radula tenax
Radula tenax là một loài rêu trong họ Radulaceae. Loài này được Lindb. mô tả khoa học đầu tiên.